# Lamadrid (Formosa)
Pour les articles homonymes, voir Lamadrid.
Lamadrid est une localité argentine située dans le département de Bermejo, province de Formosa. Elle est située près du km 1677 de la route nationale 86.

## Démographie
La localité compte 63 habitantes (Indec, 2010) et ne possède aucun recensement précédent.